# Vikky Alexanderová
Vikky Alexanderová (nepřechýleně Alexander; * 30. ledna 1959 Victoria) je kanadská výtvarnice a fotografka, věnující se mj. fotokonceptualismu a instalacím. Studovala na Nova Scotia College of Art and Design. Vytvořila například tři fotografické série West Edmonton Mall (1988), Disneyland (1992) a Las Vegas (1995), které se zaměřují na místa s umělými prvky. Kromě Kanady a Spojených států amerických, kde také žila, svá díla vystavovala například i ve Švýcarsku, v Japonsku či na Tchaj-wanu.

## Život a dílo
Vikky Alexander se narodila ve Victorii v Britské Kolumbii v Kanadě a je absolventkou Vysoké školy umění a designu v Novém Skotsku. Alexander získala v roce 1979 titul bakalář výtvarných umění na Vysoké škole umění a designu v Novém Skotsku v Halifaxu. Je známá svými velkoplošnými fotografickými a multimediálními pracemi, které kombinují fotografii se sochařskými objekty. Tyto práce umocňují silný zájem o historii architektury, oblasti designu a módy podporované produkcí kresby a koláže. Autorčino použití modernistické architektury a průmyslového designu rozšířilo umělecké možnosti a reprezentaci. Její raná práce informovala o konceptuálním umění Appropriation art počátkem 80. let, pro které je historicky uznávána jako nejmladší inovátorka tendence vedle Richarda Prince, Louise Lawlerové, Barbary Krugerové nebo Sherrie Levine. Její novější práce používá technologii koláže a digitálního přenosu na tištěné plátno. Od roku 1992 byla Alexander profesorkou fotografie na katedře vizuálních umění na University of Victoria v Kanadě.
Mezinárodně vystavovala na samostatných výstavách včetně "CEPA", Buffalo 1983, New Museum, New York City 1985, Kunsthalle Bern, 1990, Galerie umění ve Vancouveru, Vancouver 1992, Mercer Union, Toronto 1993, The Polygon Gallery, Vancouver 1996, Art Galerie of Windsor, Windsor 1998, Galerie současného umění, Vancouver 1999, Catriona Jeffries Gallery, Vancouver, Národní galerie Kanady, Ottawa 2000, Státní galerie, Vancouver 2004, Trepanier Baer Gallery, Calgary 2009, Massey University, Wellington 2010. Zúčastnila se mnoha skupinových výstav: Whitney Museum of American Art, New York, Dia Art Foundation, New York, Yokohama Civic Art Gallery, Yokohama, Barbican Art Gallery, London, Tchajpejské muzeum výtvarných umění, Tchaj-pej, Seattle Art Museum, Seattle.
Byla také zapojena do komplexní výstavy Intertidal Vancouverské umělecké školy konané v MuHKA v Antverpách v roce 2004. Význam této výstavy upozornil na její vliv na dvě prominentní hnutí v produkci současného umění, jedno v New Yorku a druhé ve Vancouveru. Dřívější soubor prací předpokládal umění přivlastňování, zatímco její pozdější umělecká díla prohloubila jazyk fotografického konceptualismu, který se stal mezinárodní tendencí Vancouverské školy v mezinárodním měřítku. Sbírku jejích prací lze najít v Muzeum současného umění v Los Angeles, Los Angeles, Newyorská škola fotografie, New York City, National Gallery of Canada, Ottawa a Deste Foundation, Athény. Vikky Alexander zastupují: Trepanier Baer Gallery, Calgary, Wilding Cran, Los Angeles, Cooper Cole, Toronto a Downs & Ross, New York.

## Tisk
Průkopnický umělec a spisovatel Vancouverské školy Ian Wallace popisuje, jak její práce je „vyjádřením imaginárního, ve kterém se fantazie naděje a utopie konají v denních snech, které zpochybňují realitu. Jedná se o kolektivní fantazie odkazující na populární vkus obrazů, které přesahují každodenní život. Obrazy extrémní krásy, které jsou všudypřítomné v komoditní kultuře, fungují jako kult útěku z každodenního života. Zatímco ambicí velké části konceptuálního umění bylo představit kritické obrazy, které s těmito fantaziemi protirečí a rozbíjejí je silou reality, projekt fotografky Vikky Alexander promítá hrubou shovívavost, která existuje uvnitř těchto fantazií, čímž zvyšuje naše obavy a úzkosti zevnitř.“
Konceptuální umělec a kritik Dan Graham komentovala kontext designu v její práci a její vztah k publiku v 80. letech: „Dvourozměrný design lze použít k odrážení firemní identity, sociální / politické identity a individuální identity. Příklady grafických značek individuální identity (které často slouží ke korelaci této identity s firemními nebo společenskými / politickými zájmy) jsou personalizovaná trička, osobní tiskoviny a vizitky, pohlednice apod. (Trička s logem jsou dobrým příkladem toho, že jednotlivci používají firemní nebo sociální identitu jako znak individuální identity. ) Tyto „osobní“ položky označují „individuální“ identitu, která je společensky předepsaná konvencemi a komerčními systémy výměny. Nedávno navrhli umělci jako Louise Lawler, Kim Gordon, Michael Asher a Vikky Alexander karty, interiéry a další objekty pro jednotlivé klienty. Tyto „produkty“ nejsou součástí komerční hromadné výroby ani nejsou určeny k výstavě a prodeji v galerii jako umělecké předměty. Vytvářeli zvláštní a ambivalentní vztah mezi umělcem a klientem... Nastavili vztah designér-klient, který je konstruován neodmyslitelně a zpochybňuje hodnoty „designového“ i uměleckého narušení, psychologicky i sociálně-esteticky.“
Americký kurátor Dan Cameron cituje revizi rozsáhlé instalační práce s názvem Lake of the Woods z roku 1986: „Omezené galerijní prostředí umělkyně Vikky Alexandr, které se skládá z idylického velkoformátového fotografického diptychu, který stojí před velkou prefabrikovanou nástěnnou stěnou, což podporuje řada zrcadlových panelů ve výšce ramen. Jen v případě, když divák stojí na jednom z konců místnosti, může zhlédnout celé dílo a uvědomit si, že příroda jako dekorativní rafinovanost se podobá univerzálně syntetickému vědomí.“

## Publikace
- Alexander, Vikky a Ian Wallace. Vikky Alexander: Vaux-Le-Vicomte Panorama. Vancouver: Contemporary Art Gallery, 1999.
- Alexander, Vikky. Vikky Alexander: Lake in the Woods. Vancouver: Vancouver Art Gallery, 1992.
- Alexander, Vikky. Beneath the Paving Stones. Vancouver: Charles H. Scott Gallery, 1994.
- Augaitis, Daina. Reconnaissance: Three Panoramic Views: Vikky Alexander, Ray Arden, Jamelie Hassan. Banff: Walter Phillips Gallery, 1987.
- Cameron, Dan. "Post Feminism". Flash Art. Únor / březen 1987.
- Ferguson, Bruce W. a Gary Dufour. Pastfuturetense: Vikky Alexander, Kari Cavén, Ronald Jones, Rui Sanches, Erwin Wurn, Klaus Von Bruch, David Diao, Jac Leirner, Barbara Todd. Winnipeg: Winnipeg Art Gallery, 1990.
- Ferguson, Bruce W. Vikky Alexander: Glass Sculpture. Bern: Kunsthalle Bern, 1990.
- Graham, Dan. "Signs." Artforum. Duben 1981.
- Hagen, Charles. "Commodity Image." New York Times. 1993.
- Linker, Kate. "Review." Artforum. Březen 1985.
- O'Brien, Melanie a Vikky Alexander. Vikky Alexander. Vancouver, B. C.: Catriona Jeffries Gallery, 2000.
- Solomon-Godeau, Abigail. Photography at the Dock: Essays on Photographic History, Institutions, and Practices. Media & society, 4. Minneapolis: University of Minnesota Press, 1991.
- Wallis, Brian. Vikky Alexander. Calgary: Stride Gallery, 1989.
- Watson, Scott a Dieter Roelstraete. Intertidal: Vancouver Art & Artists. Vancouver: Morris and Helen Belkin Art Gallery, 2005.